# Робер Шуман
За германския композитор вижте Роберт Шуман.
Робѐр Шума̀н (на френски: Robert Schuman) e френски политик – министър-председател (1947 – 1948 и 1948), министър на външните работи (1948 – 1953), министър на финансите (1946 – 1947), първи председател на Европейската парламентарна асамблея (1958 – 1960). Считан е за един от бащите на идеята за обединение на Европа.

## Биография
Роден е на 29 юни 1886 в квартал Клаузен на град Люксембург. Починал на 4 септември 1963 във френското градче Си Шазел.
На 9 май 1950 г. Шуман, министър на външните работи на Франция, предлага да се създаде обща европейска институция, която да контролира и управлява производството на въглища и стомана. Той прочита пред международни медии т.нар. Декларация на Шуман. През април 1951 г. по идея на Франция договорът е подписан от Белгия, Германия, Италия, Люксембург, Нидерландия и Франция, като се учредява първата европейска общност.